# Cmentarz żydowski w Michałowie
Cmentarz żydowski w Michałowie – nekropolia żydowska założona w  XIX wieku. Ma powierzchnię 0,4 ha. 
Cmentarz znajduje się ok. 1 km na zachód od Michałowa, w pobliżu miejscowości Krynica, na północ od drogi Zabłudów – Michałowo.
Do naszych czasów zachowało się około 25 betonowych i kamiennych nagrobków.